# Philon (Bildhauer I)
Philon (altgriechisch Φίλων) war ein griechischer Bildhauer unbekannter Zeit.
Er ist nur von einer Signatur auf einer Statuenbasis bekannt, die in Siris auf Sardinien gefunden wurde. Die von ihm geschaffene Statue war der Inschrift zufolge der Heilgottheit Asklepios gewidmet.